# Geokichla spiloptera
Geokichla spiloptera е вид птица от семейство Turdidae. Видът е почти застрашен от изчезване.

## Разпространение
Видът е разпространен в Шри Ланка.